# Geistesgeschichte
La Geistesgeschichte (de l'allemand Geist, "esprit", "âme" ou "opinion" [connotant ici le domaine spirituel, par opposition à la matière], et Geschichte, "histoire") est un concept de l'histoire des idées désignant une discipline s'intéressant aux divers courants de pensée et aux manifestations culturelles dans l'histoire d'un peuple. 
Ce terme appartient à un champ sémantique en allemand qui n'est pas exactement recouvert par l'expression "histoire intellectuelle", ou "histoire des idées",. Il est parfois utilisé comme synonyme de Problemgeschichte. 
La branche d'étude qu'elle désigne est souvent considérée comme ayant été inspirée par les travaux de Wilhelm Dilthey et de ses disciples. 